# Grabowiec (Płock)
Pour les articles homonymes, voir Grabowiec.
Grabowiec (prononciation : [ɡraˈbɔvjɛt͡s]) est un village polonais de la Słubice dans le powiat de Płock de la voïvodie de Mazovie dans le centre-est de la Pologne.

## Histoire
De 1975 à 1998, le village appartenait administrativement à la voïvodie de Płock.